# Lutița, Harghita
Lutița (maghiară Agyagfalva) este un sat în comuna Mugeni din județul Harghita, Transilvania, România.

## Vezi și
- Biserica reformată din Lutița

## Imagini

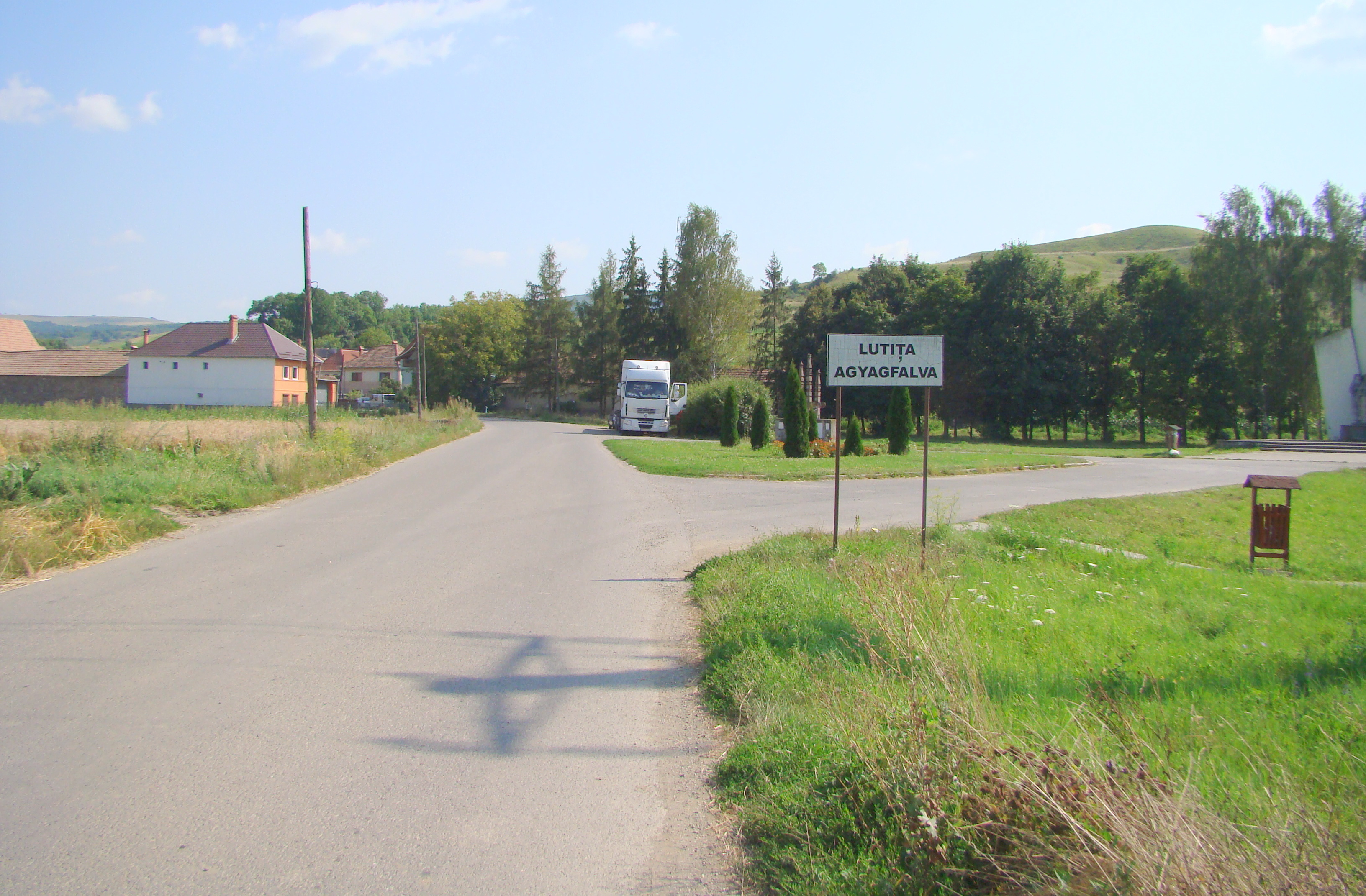
Intrarea în localitate
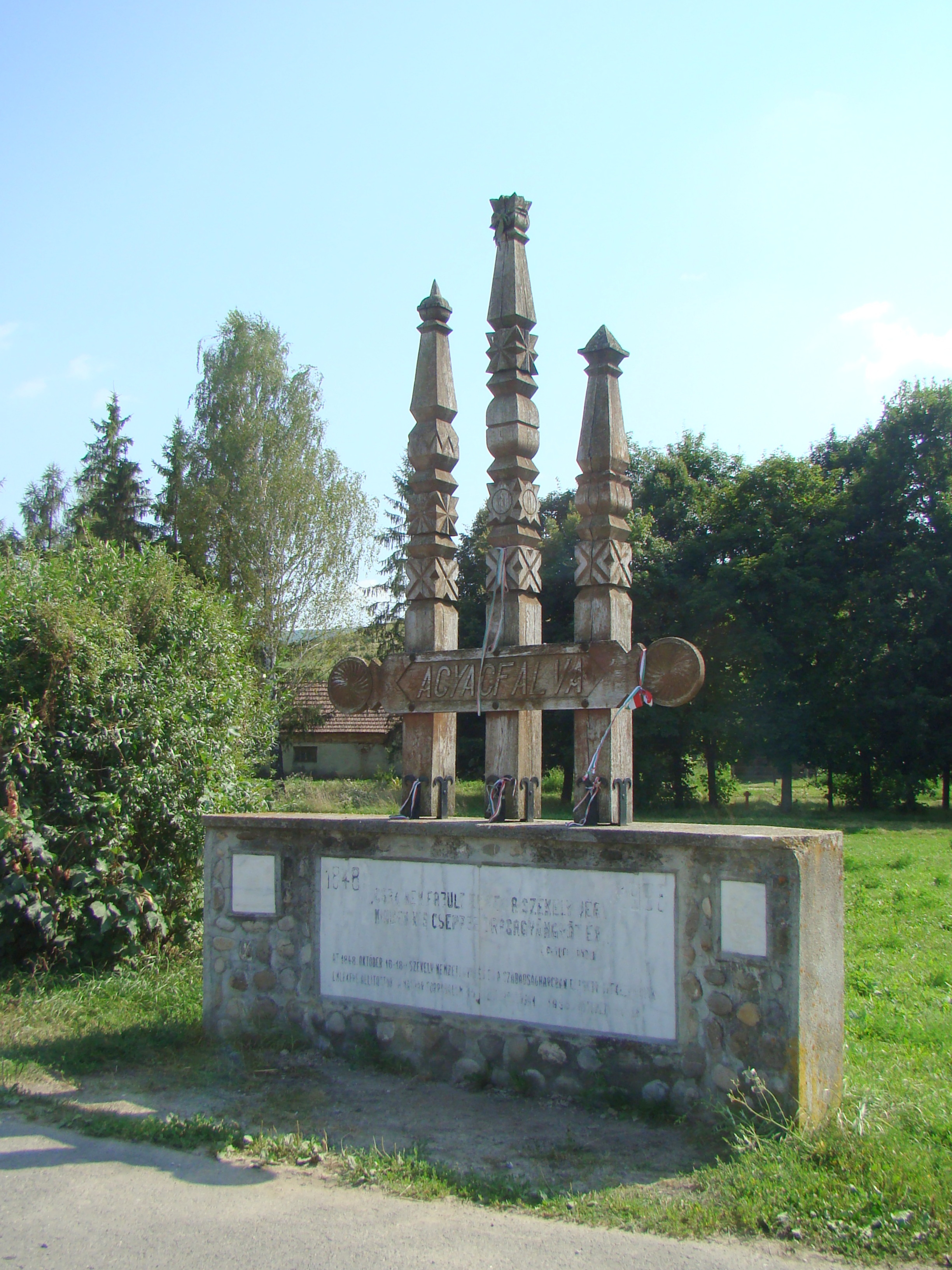
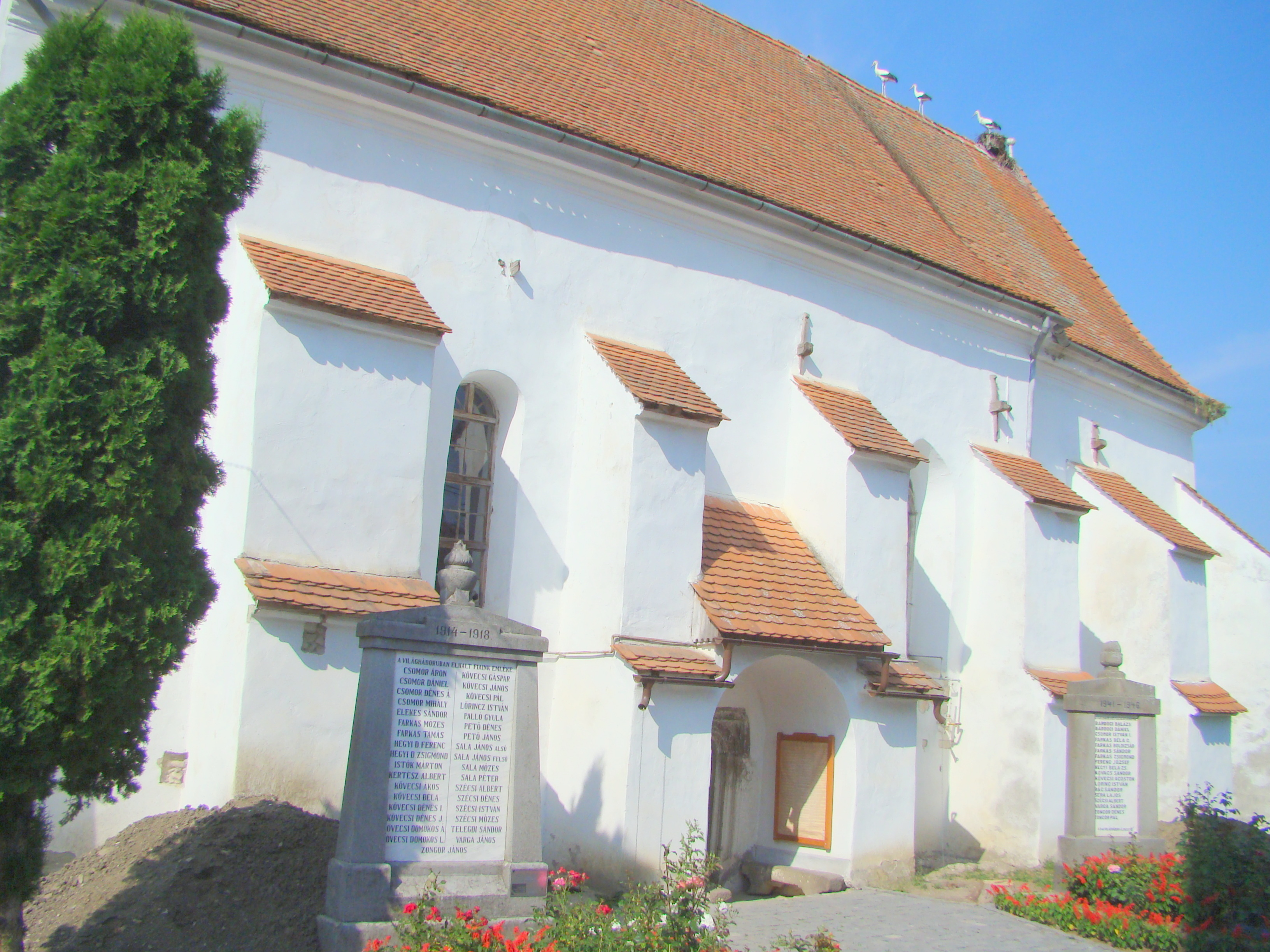
Biserica reformată (monument istoric)
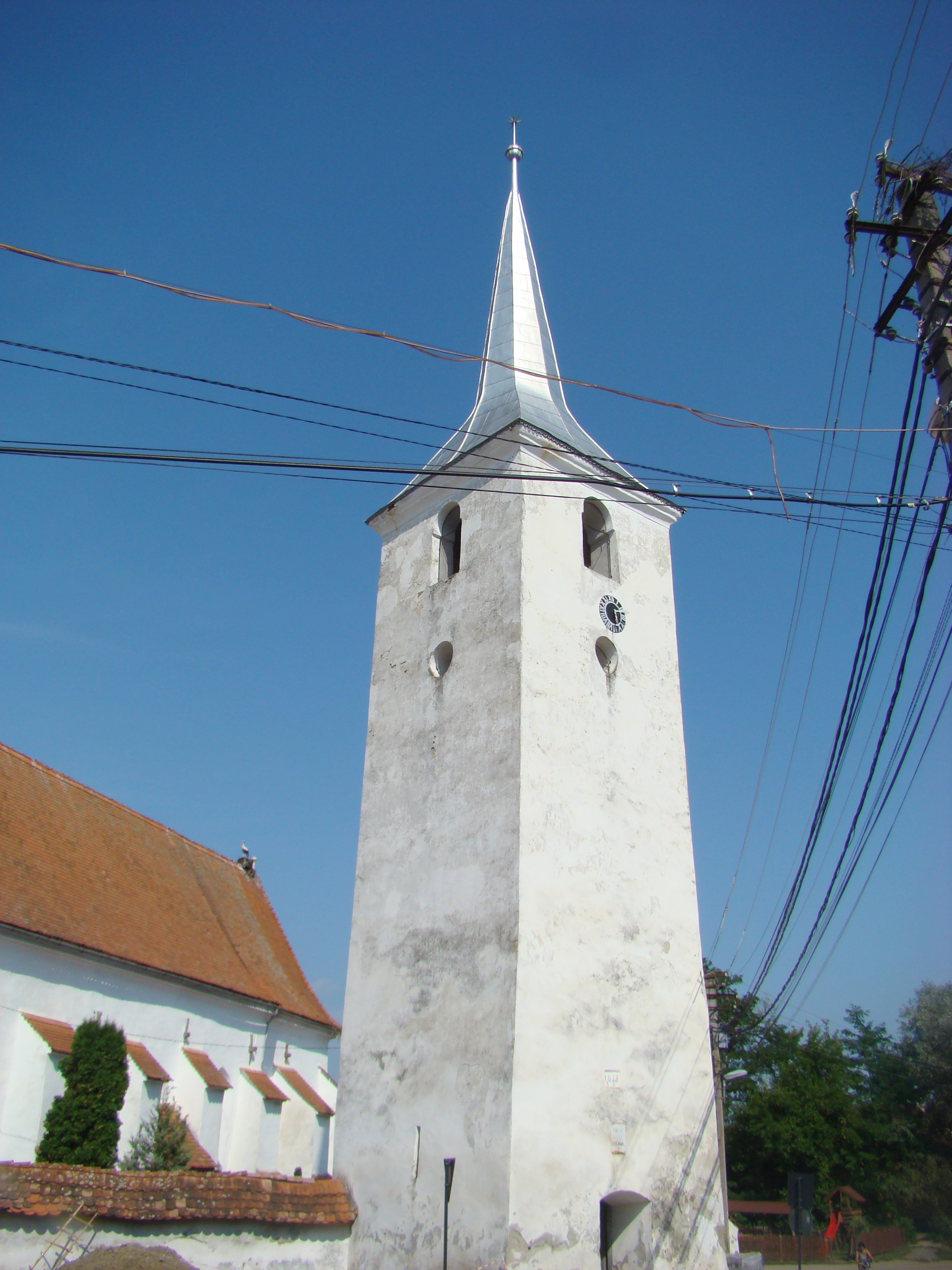
Turnul de poartă
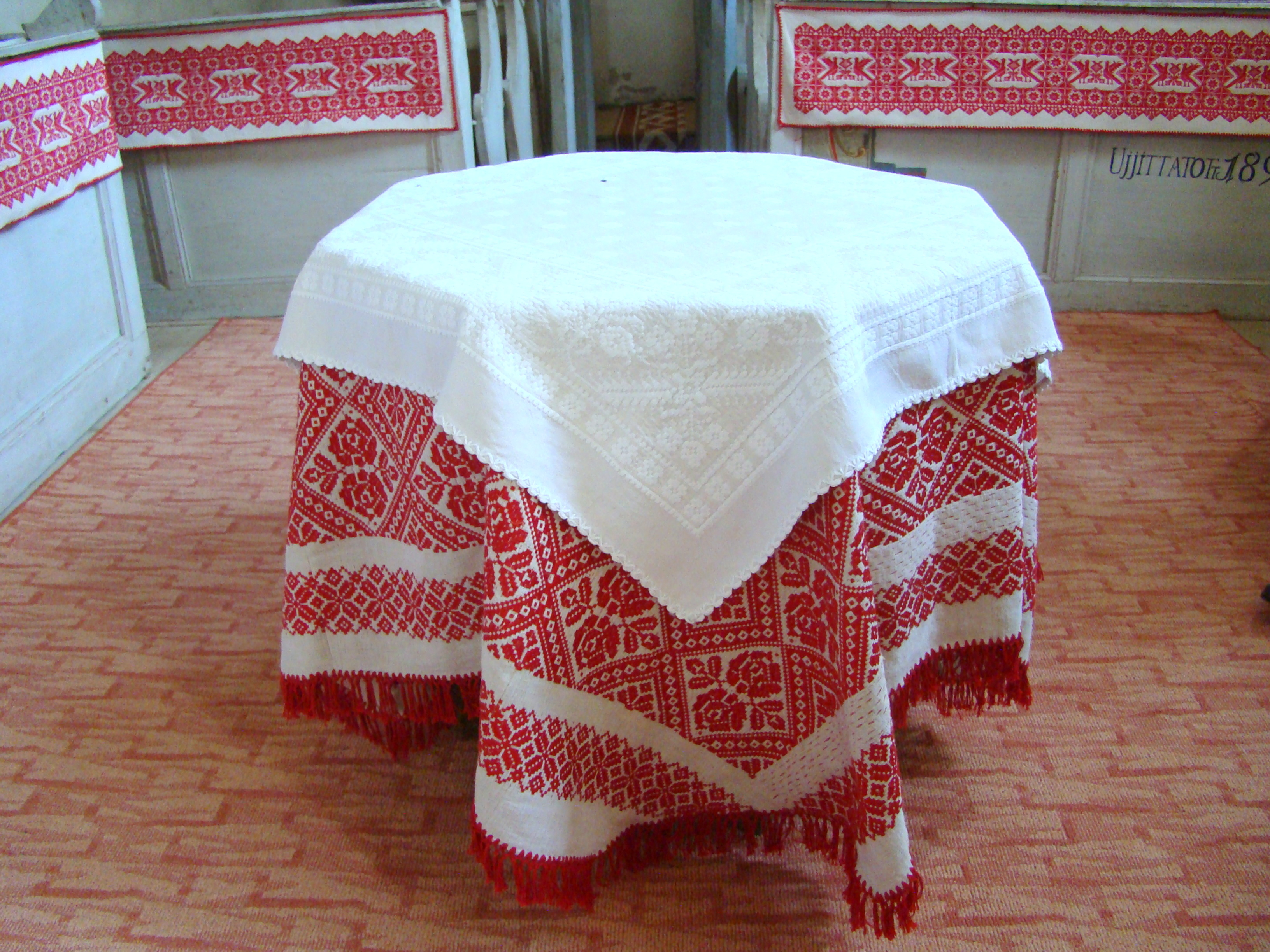
Masa Domnului
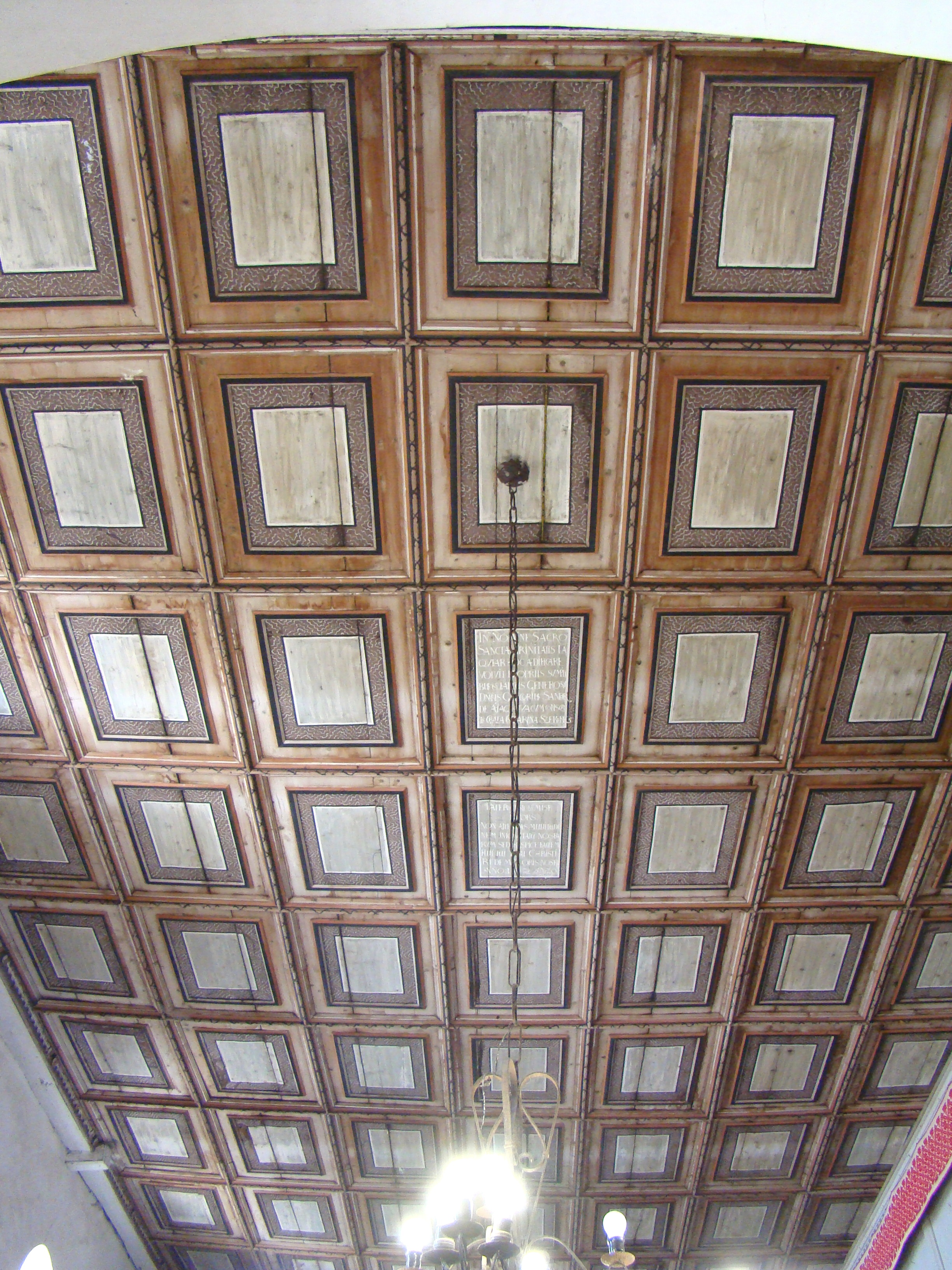
Tavanul casetat
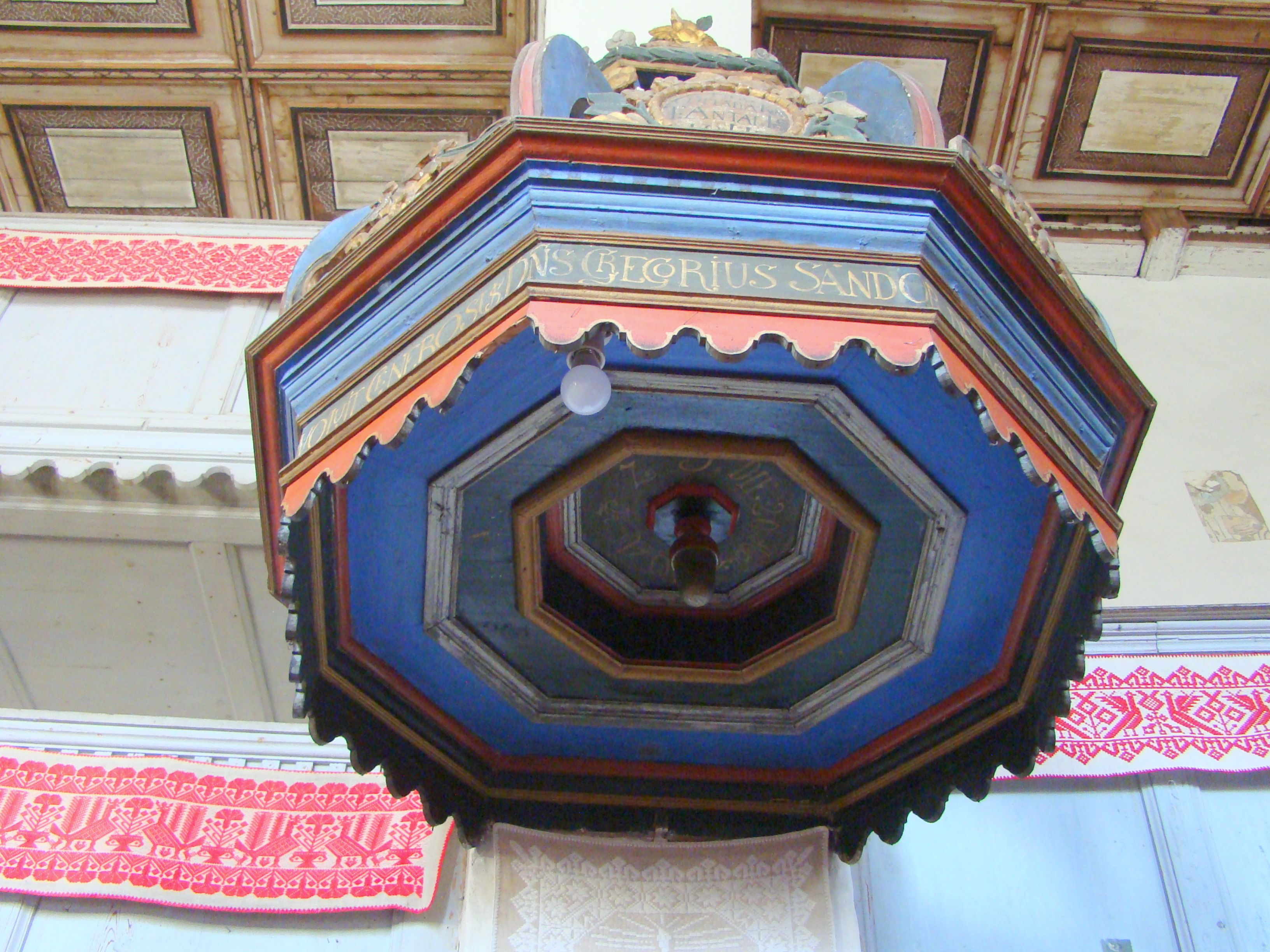
Coronamentul amvonului

 Acest articol despre o localitate din județul Harghita este deocamdată un ciot. Puteți ajuta Wikipedia prin completarea lui.